# Elefante da guerra

Raffigurazione degli elefanti di Annibale che attraversano il Rodano, di Henri Motte (1878).

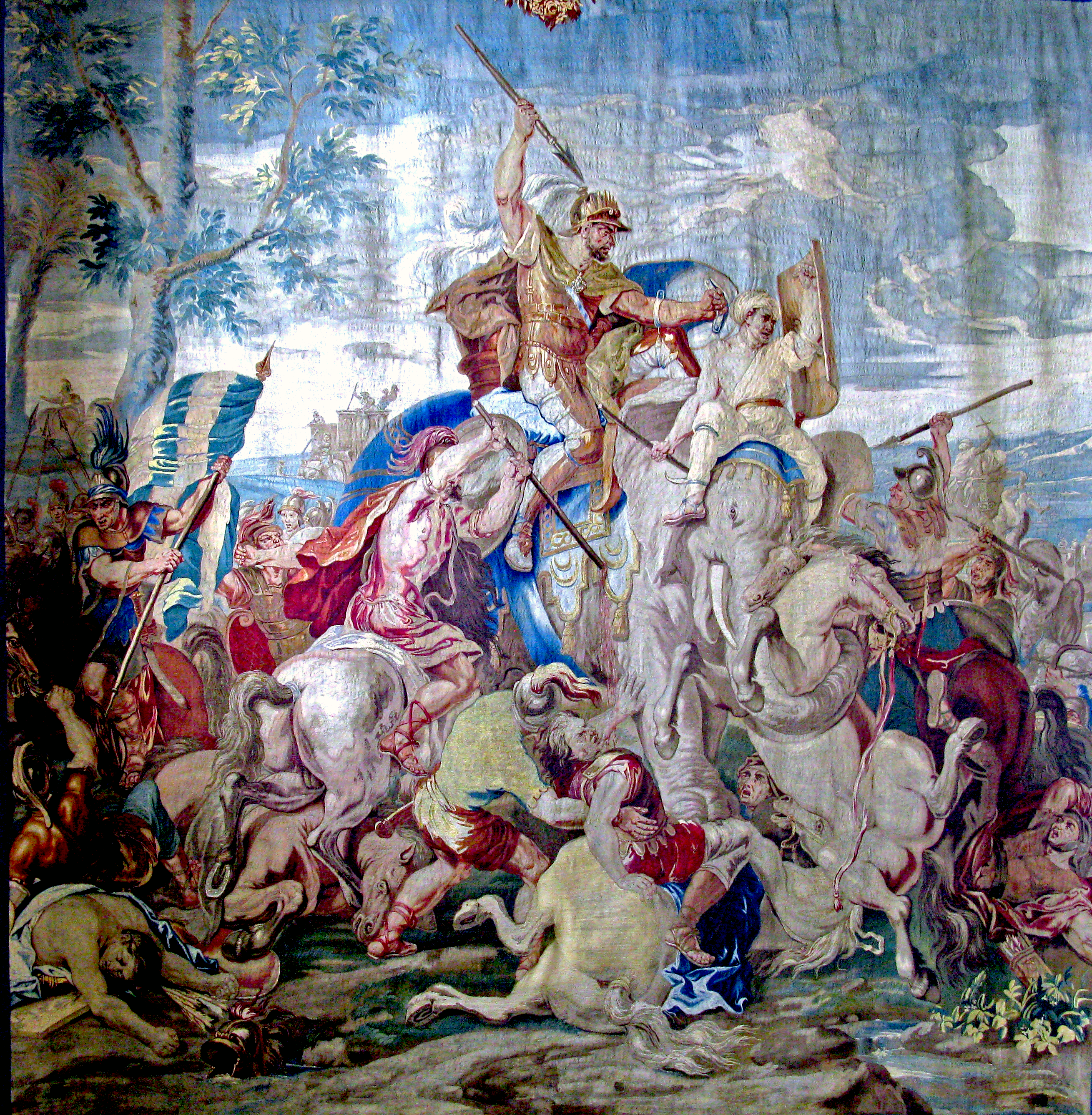
Rappresentazione tratta da arazzi fiamminghi, con un elefante da guerra, durante la Battaglia di Gaugamela.

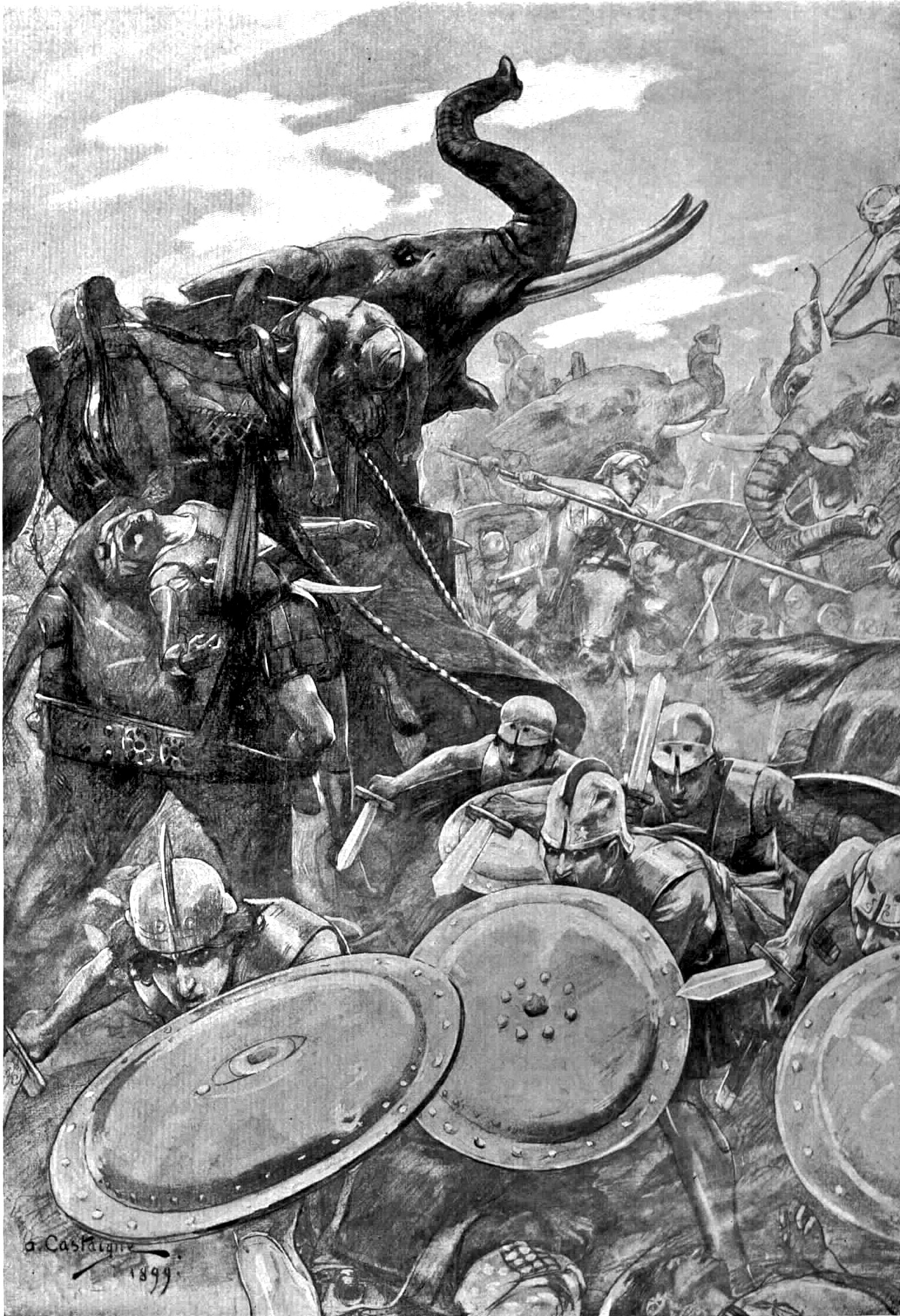
Una rappresentazione vittoriana di un elefante da guerra nella battaglia del fiume Idaspe.

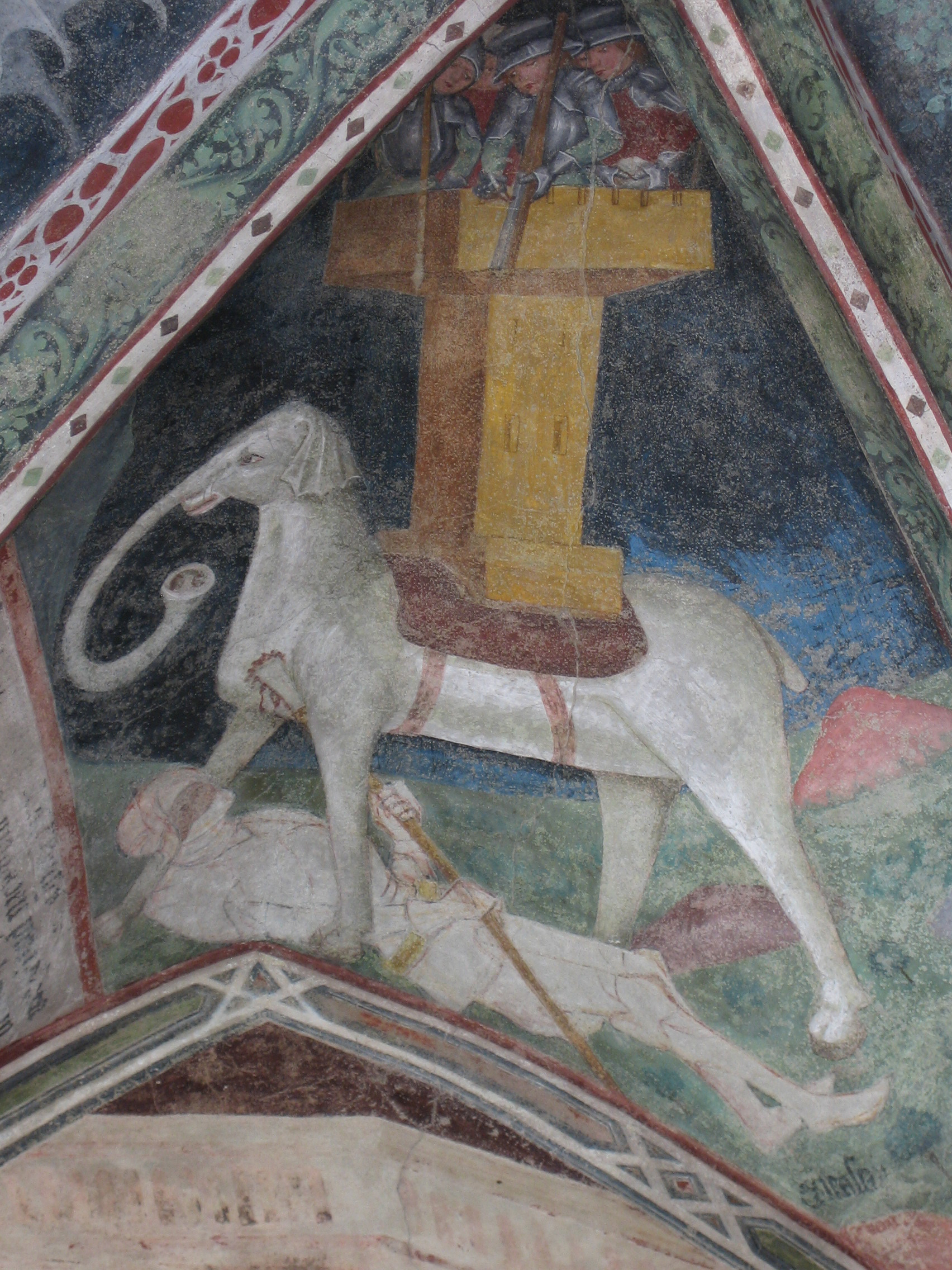
Affresco di elefante da guerra. Duomo di Bressanone, XIV secolo

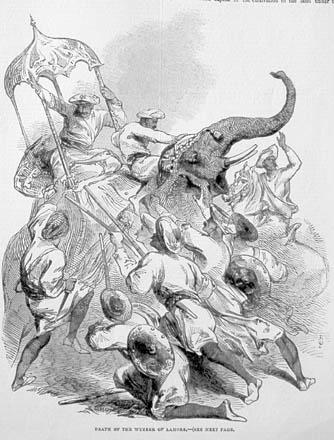
Elefanti alla carica causano terrore e la loro spessa pelle rende difficile ferirli o ucciderli

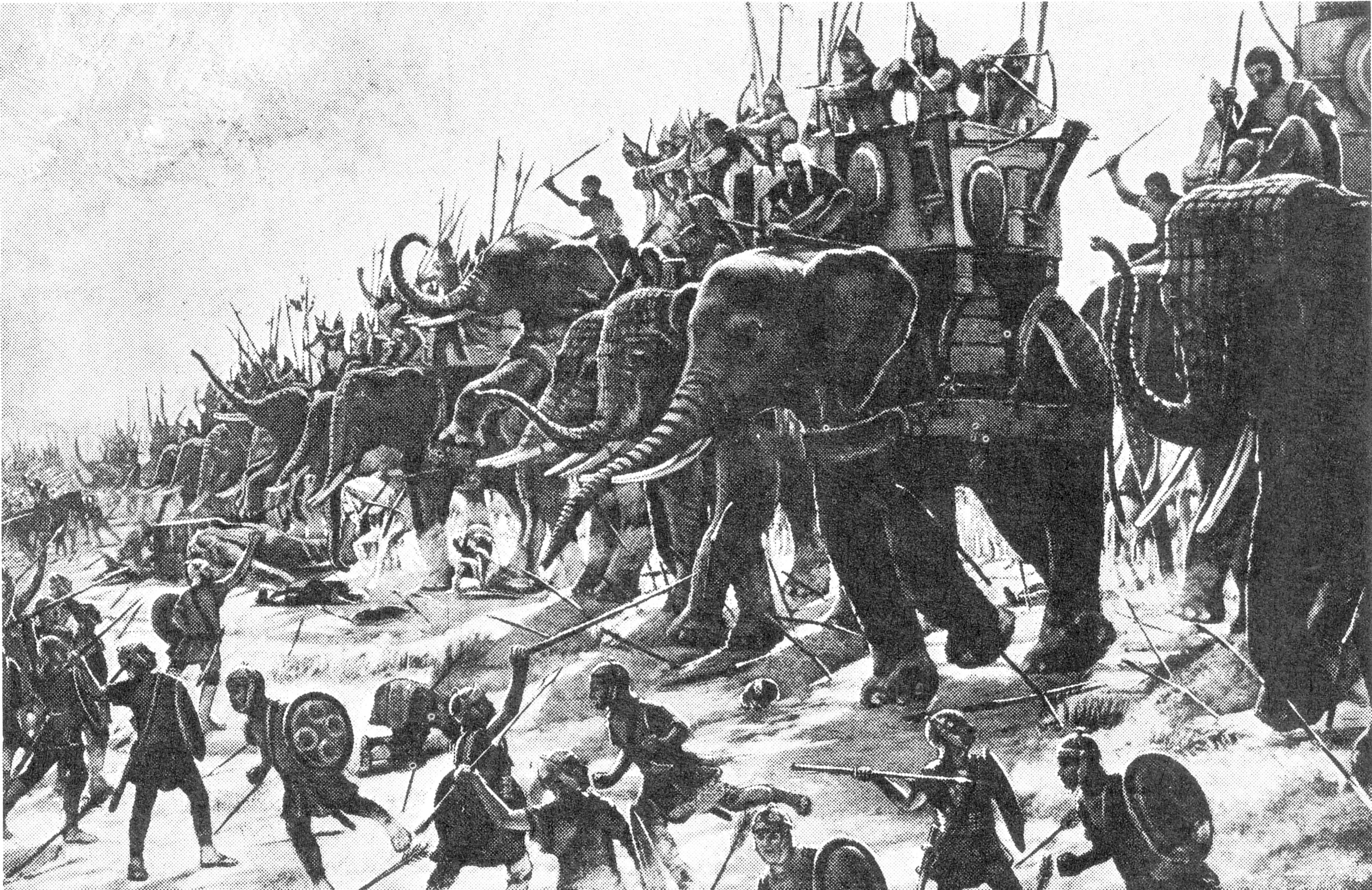
I "carri armati" del III secolo a.C.: elefanti schierati nelle prime linee delle forze epirote.

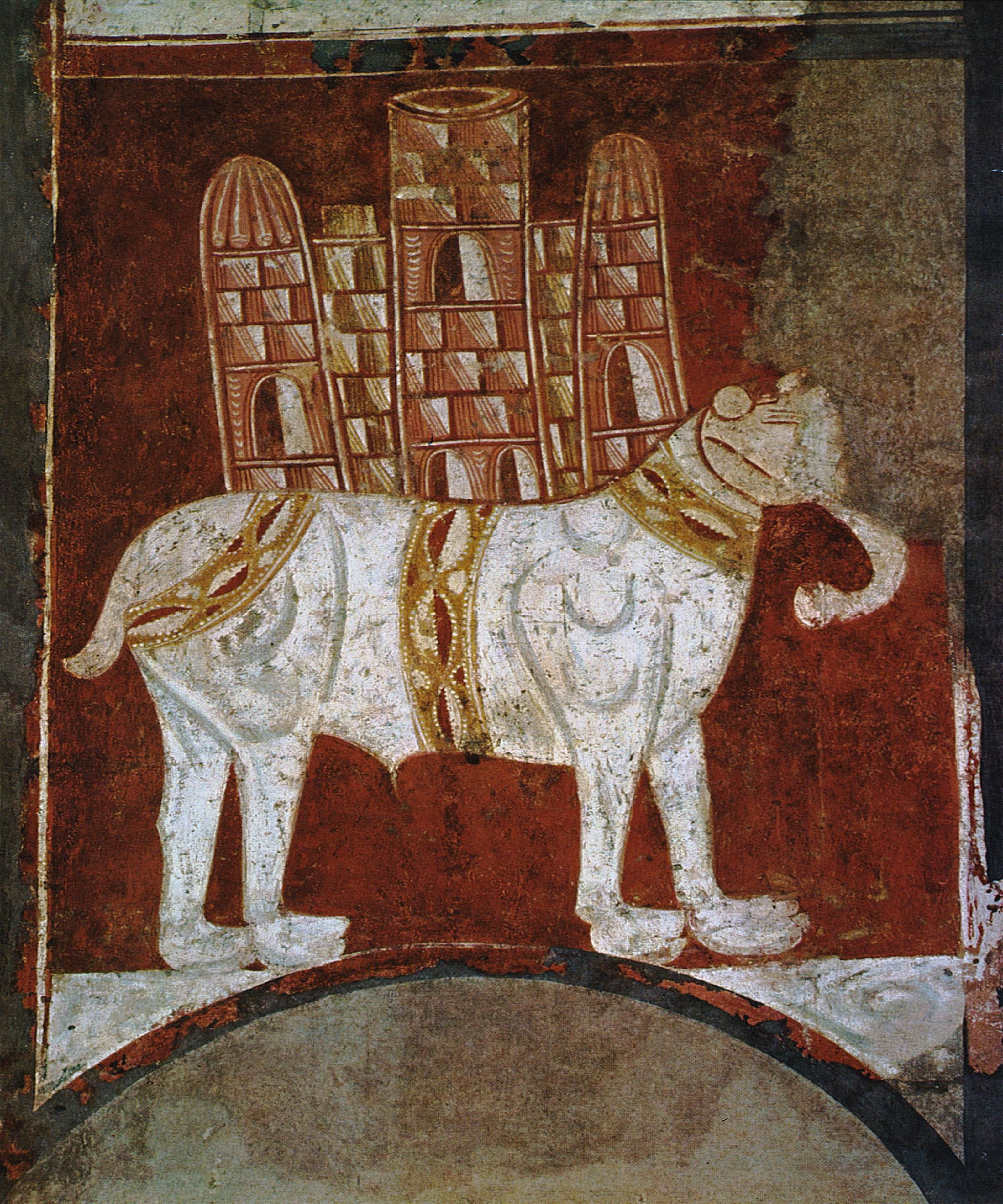
Affresco romanico di elefante da guerra. Spagna, XI secolo

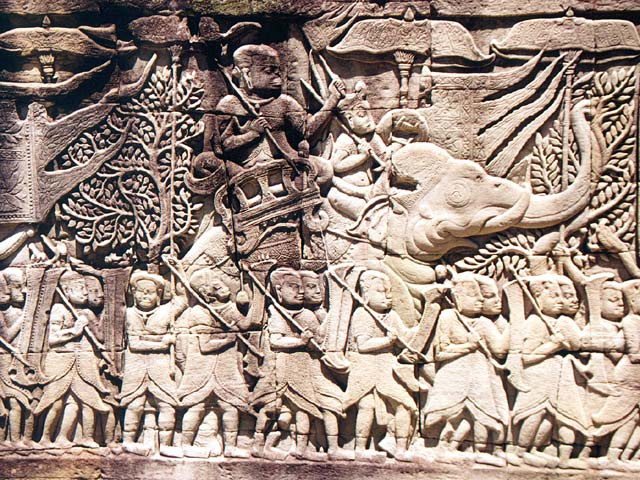
L'esercito dell'Impero Khmer usò gli elefanti nella guerra contro il popolo di Cham nel XII secolo

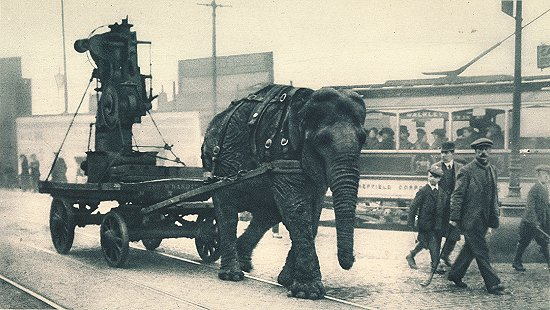
Durante la prima guerra mondiale, gli elefanti erano utili per trainare carichi pesanti. Nella foto, un elefante al lavoro in un deposito di munizioni a Sheffield

Gli elefanti da guerra erano armi importanti, anche se non largamente usate, nell'antica storia militare. Venivano principalmente utilizzati nelle cariche per scompaginare i ranghi dei nemici. Gli elefanti da guerra erano esclusivamente animali maschi, scelti perché più veloci, più pesanti e più aggressivi delle femmine.

## Storia

### Origini e addomesticamento
L'arte di domare gli elefanti nacque nella valle dell'Indo circa 4.000 anni fa e non si declinò mai in un processo di addomesticamento propriamente detto. Gli animali domestici veri e propri, come il cane o il bove, vennero fatti oggetto di un processo di allevamento selettivo. Gli elefanti invece, probabilmente a causa del loro cattivo carattere, dell'eccessivo costo di un eventuale allevamento e alla lenta crescita (un pachiderma impiega 15 anni per diventare adulto) vennero, a parte rare eccezioni, catturati selvatici e in seguito domati e addestrati per molti usi. I primi a essere domati furono gli elefanti asiatici per sfruttarne la potenza in attività agricole. Le prime applicazioni militari degli elefanti datano attorno al 1100 a.C. e sono menzionate in numerosi inni in sanscrito d'epoca vedica.

### In Oriente
Dall'India gli elefanti da guerra raggiunsero l'Impero achemenide, dove furono utilizzati in svariate campagne belliche. Erano stati probabilmente introdotti nell'esercito persiano da Dario I, dopo aver sottomesso la valle dell'Indo. La battaglia di Gaugamela (1º ottobre del 331 a.C.) fu probabilmente il primo confronto di un esercito europeo con gli elefanti da guerra. I quindici animali posti al centro delle linee persiane crearono una tale impressione sulle truppe macedoni che Alessandro sentì la necessità di compiere un sacrificio al dio della "Paura" (Phobos) la notte precedente la battaglia. Gaugamela fu il più grande successo di Alessandro che vinse probabilmente anche perché schierò la cavalleria lontano dagli elefanti. Nella successiva conquista del regno persiano, Alessandro perfezionò la conoscenza dell'uso di questi animali e ne incorporò parecchi nel proprio esercito.
Arrivato ai confini dell'India, Alessandro si scontrò con il re Poro nella battaglia del fiume Idaspe e si ritrovò ad affrontare una formidabile forza di elefanti, compresa fra 85 e 100 unità, che terrorizzò i soldati di Alessandro. 
Il re Poro dispose gli elefanti molto distanti l'uno dall'altro per spaventare la cavalleria macedone e favorire la propria nella lotta contro la falange nemica. I Macedoni risposero allentando i ranghi, permettendo agli elefanti di passare e colpendoli con giavellotti e frecce quando cercarono di rigirarsi. Molti conducenti di elefanti vennero uccisi dai giavellotti e in preda al panico gli elefanti scapparono, calpestando anche alcuni soldati indiani. Anche se Alessandro riuscì a vincere e a conquistare la zona, perse un gran numero di soldati e il suo fidato cavallo Bucefalo.
Alessandro venne a sapere in seguito che i sovrani dell'Impero Magadha e Gangaridai avrebbero potuto schierare fra i 3000 e i 6000 elefanti da guerra. Fu forse questo uno dei motivi per cui egli interruppe la sua avanzata in India. Al suo ritorno a Babilonia, Alessandro Magno istituì una forza di elefanti di guardia al suo palazzo e creò la posizione di "elefantarca", al quale fu affidato il compito di guidare le sue unità di elefanti durante le battaglie. I successori di Alessandro, i diadochi, usarono centinaia di elefanti indiani nelle loro guerre (ad esempio furono utilizzati sia da Antigono Monoftalmo sia da Seleuco nella battaglia di Ipso). I sovrani seleucidi fecero un largo uso degli elefanti da guerra, in particolare nel conflitto contro i Maurya, conclusosi con un patto con cui il regno seleucide rinunciò a vasti territori orientali in cambio di 500 elefanti da guerra.

### In Occidente
In epoca ellenistica il successo dell'uso degli elefanti da guerra continuò ad allargarsi nel mondo mediterraneo. I Tolomei d'Egitto, i Cartaginesi e i berberi Numidi iniziarono ad addomesticare gli elefanti per lo stesso scopo, in particolare un'antica sottospecie nota come elefante nordafricano che si estinguerà in seguito a causa dell'eccessivo sfruttamento. Questa sottospecie era più piccola degli elefanti indiani e siriani. Di tale sottospecie è stato dibattuto a lungo se fosse dotato di torrette e howdah. Uno studio del 1940 ha fatto notare che tale sottospecie, usata dagli eserciti punici, numidi e dagli egiziani tolemaici, non era equipaggiata con torrette o howdah, al contrario di quelli asiatici, forse a causa della debolezza fisica della specie.
L'allusione delle torrette presenti sugli elefanti cartaginesi presenti su varie illustrazione è da ritenere quindi una probabile esagerazione anacronistica o poetica, anche se esistono riferimenti e testimonianze che sembrano suggerire il contrario. È esplicitamente attestato che l'esercito di Giuba I di Numidia incluse elefanti con torrette nel 46 a.C. nella battaglia di Tapso. Ciò è confermato anche da un'immagine di un elefante africano con torretta di Giuba II. Anche gli elefanti egiziani di Tolomeo IV nella battaglia di Raphia avevano torrette. Tali animali furono descritti come significativamente più piccoli di quelli asiatici messi in campo dai Seleucidi, quindi erano presumibilmente nordafricani. Vi sono prove che suggeriscono che anche gli elefanti cartaginesi erano dotati di torrette e howdah in determinati contesti militari.
Più a sud le popolazioni avrebbero avuto accesso anche all'ancora più grande elefante della savana africana. che, pur se molto più imponente di quello asiatico e nordafricano, si è rivelato tuttavia estremamente difficile da domare per scopi bellici a causa del suo temperamento più aggressivo e non è quindi stato usato ampiamente nelle battaglie.
Il maggior uso degli elefanti da guerra in quest'epoca fu contro le legioni di Roma; dalla battaglia di Heraclea (280 a.C.), alle guerre macedoniche, gli elefanti terrorizzarono le forze romane che non li conoscevano. La battaglia di Heraclea fu la prima occasione in cui vennero utilizzati tali animali, dai Romani etichettati come "buoi lucani" poiché visti per la prima volta in Lucania. La battaglia fu vinta dai Tarantino-Epiroti proprio grazie all'uso degli elefanti, armi potenti e micidiali per la prima volta affrontate dai Romani. Fu la potenza e la stazza di questi enormi pachidermi a garantire a Pirro la vittoria.
Ma i Romani trovarono subito il modo di resistere agli elefanti. E Pirro dopo un primo uso con successo nella battaglia di Heraclea, già al secondo scontro (battaglia di Ascoli d'Apulia) dovette rendersi conto di non possedere un'arma irresistibile. Anche Annibale che faceva conto sulla forza degli animali proboscidati, portò con sé 37 elefanti da guerra durante la traversata delle Alpi, però gli elefanti, non abituati al freddo, essendo di origine nordafricana, morirono tutti, eccetto Surus, il leggendario elefante di Annibale, passato alla storia come il più valoroso elefante di tutte le guerre puniche, che morì di malaria poco dopo. Alla sua morte Annibale costruì una città in suo onore. Nella battaglia finale di Zama (202 a.C.) la carica degli elefanti cartaginesi risultò però inefficace.
Annibale lanciò la carica degli elefanti ma ormai i Romani avevano imparato come trattare quelle enormi bestie; con trombe acute e alte grida spaventarono i bestioni che, imbizzarriti, si volsero contro la cavalleria numidica dell'ala sinistra cartaginese. Massinissa, che era posto di fronte a questa con i suoi cavalieri, approfittò della disorganizzazione per sbaragliare totalmente gli avversari diretti. Qualche elefante che non si era spaventato si avventò contro la fanteria romana. I manipoli degli hastati romani, utilizzando lo spazio libero, semplicemente si fecero da parte facendo passare i bestioni lasciandoli alla mercé di principes e velites che, colpendoli di fianco e di fronte, li costrinsero alla fuga. Questi elefanti si avventarono allora contro l'altra ala della cavalleria cartaginese.
Dopo la guerra annibalica, Roma riportò molti elefanti come bottino ed essi furono usati ampiamente nelle sue campagne militari nel mondo greco degli anni seguenti. La campagna contro la Macedonia, in particolare, vide molte battaglie in cui i Romani schierarono elefanti da guerra. Il loro primo uso notevole fu durante la battaglia di Cinocefale. Il ruolo della forza elefantiaca a Cinocefale fu determinante, in quanto la sua carica rapida distrusse la fascia sinistra macedone, permettendo così ai Romani di circondare e distruggere l'ala destra macedone. Gli elefanti furono presenti negli schieramenti romani anche nella battaglia delle Termopili del 191 a.C. e in quella di Magnesia sul Sipilo dove contò il divario fra i 54 elefanti di Antioco III e i soli 16 elefanti romani.
Successivamente i Romani schierarono 22 elefanti anche nella battaglia di Pidna del 168 a.C.. Il successo dell'uso degli elefanti da guerra romani nel mondo ellenico fu ironico, in quanto secoli prima era stato lo stesso Pirro a far conoscere ai Romani la forza di quelle creature. In seguito un altro importante uso di elefanti da guerra nell'esercito romano fu nella battaglia di Tapso, in cui essi furono utilizzati dai Pompeiani contro Cesare. Giulio Cesare armò la sua Legio V Alaudae con assi e comandò ai legionari di colpire le zampe degli elefanti. La legione resistette alla carica e l'elefante ne divenne il simbolo.
Essi vennero utilizzati anche nelle campagne contro i Celtiberi in Spagna e contro i Galli. Gli elefanti vennero usati nuovamente nella conquista della Britannia: lo stesso imperatore Claudio si presentò ai Celti britannici sopra un elefante. Lo scrittore antico Polieno registrò che "Cesare aveva un grande elefante che era dotato di armatura con arcieri e frombolieri, operanti nella sua torre. Quando quella creatura sconosciuta entrò nel fiume, i britannici e i loro cavalli fuggirono, permettendo così ai Romani di attraversare il fiume indisturbati, " - anche se potrebbe aver confuso questo incidente con quello di un altro elefante usato da Claudio nella conquista finale della Britannia. Uno scheletro di elefante armato fu infatti ritrovato, e si pensò inizialmente a uno di quegli elefanti, ma fu chiaro che in realtà quello scheletro apparteneva a un mammut risalente al pleistocene.
Un'arma anti-elefante si trovò nel maiale. Plinio il Vecchio riporta come "gli elefanti vengano spaventati dal più piccolo stridio di un maiale" (VIII, 1.27). Si ricorda inoltre come un assedio di Megara fosse fallito dopo che i Megaresi avevano imbrattato di olio alcuni maiali, dato loro fuoco e infine erano stati spinti verso la massa degli elefanti da guerra del nemico. Gli elefanti da guerra si imbizzarrirono per il terrore dei maiali in fiamme e grugnenti. In alcuni casi il problema veniva prevenuto allevando gli elefanti insieme a maiali, in modo da abituarli al loro verso.
Anche lo scrittore romano Vegezio, nella sua opera Epitoma rei militaris, riporta in un capitolo del terzo libro, numerosi esempi, attrezzi e stratagemmi da utilizzare contro gli elefanti: per esempio uccidere i conducenti utilizzando i frombolieri o spaventarli col fuoco. Inoltre tenendo conto che gli elefanti si muovono in maniera assai impacciata su un terreno sconnesso o montagnoso.

### Medioevo
A partire dall'età volgare gli elefanti non furono praticamente più usati in battaglia in Occidente. Carlo Magno usò il suo elefante Abu l-Abbas regalatogli dal califfo abbaside Harun al-Rashid, quando partì per combattere i Danesi nell'804. Le crociate diedero a Federico II, Imperatore dei Romani, l'opportunità di ricevere in dono dal sultano ayyubide al-Malik al-Kamil, tramite l'arcivescovo Berardo, in Terra santa, un animale che userà come simbolo del suo potere in tutta l'Italia Settentrionale, il cosiddetto elefante di Cremona.
Fu l'uso di elefanti, ancora da parte di un sultano indiano, che pose quasi fine alle conquiste di Tamerlano. Nel 1398 l'esercito di Tamerlano affrontò in battaglia più di cento elefanti indiani e fu quasi sconfitto per la semplice paura che s'impadronì delle sue truppe. Testi storici ci dicono che i Turchi vinsero grazie a un'ingegnosa strategia: Tamerlano pose del materiale incendiato sulla groppa dei suoi cammelli prima della carica. Il fumo spinse in avanti i cammelli, che spaventarono gli elefanti, e questi calpestarono le loro stesse truppe nel tentativo di fuggire. Un altro racconto della campagna (quello di Aḥmad Ibn 'Arabshah) asserisce che Tamerlano usò grandi triboli (chiodi a quattro punte) per fermare la carica degli elefanti. Più tardi il comandante timuride utilizzò gli animali contro l'Impero ottomano.

### Declino
Con l'avvento dell'uso bellico della polvere pirica, nel tardo XV secolo, gli elefanti divennero obsoleti. Vennero comunque utilizzati per scopi bellici fino alla prima metà del XX secolo per il trasporto di artiglieria, quando furono definitivamente sostituiti da mezzi motorizzati.

## Uso tattico

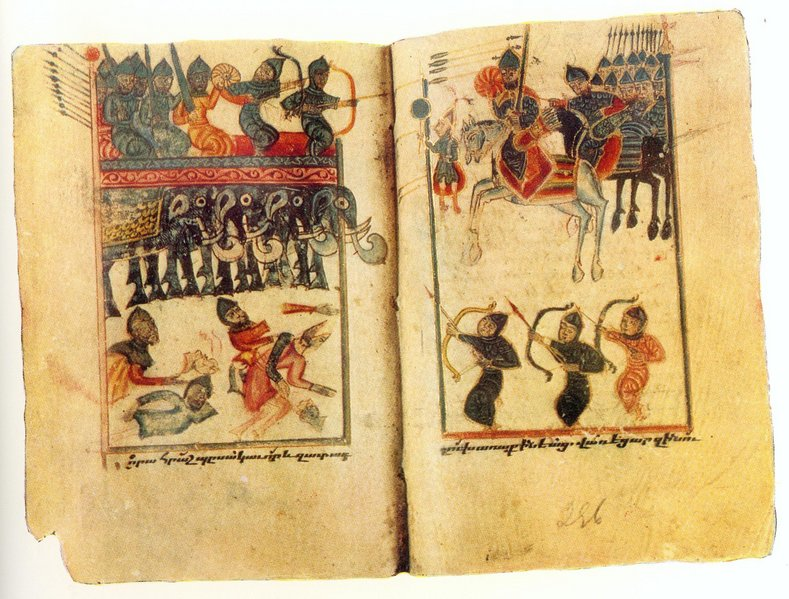
Elefanti da guerra sasanidi impiegati nella battaglia di Avarayr

Sono numerose le situazioni di tipo militare in cui gli elefanti possono essere utilizzati. Essendo animali enormi possono portare carichi pesanti e costituire robusti mezzi di trasporto. In battaglia, gli elefanti da guerra erano generalmente dispiegati al centro della linea dove potevano utilmente prevenire una carica oppure compierne una essi stessi.
Una carica di elefanti può raggiungere i 30 km/h e contrariamente a una carica di cavalleria non può essere facilmente fermata da una linea di fanteria o di cavalleria. L'efficacia di una carica di elefanti è basata sulla pura forza bruta. Entra nella linea dei nemici sconvolgendola e scompaginandola. Gli uomini che non ne sono calpestati vengono come minimo spinti da parte o costretti ad arretrare. Inoltre, il terrore che un elefante può ispirare in un nemico non avvezzo a combatterlo (come i Romani) può causare la sua fuga al solo inizio della carica. Nemmeno la cavalleria può considerarsi al sicuro perché i cavalli, non abituati all'odore degli elefanti, si spaventano facilmente. La spessa pelle dell'elefante lo rende difficile da uccidere o comunque neutralizzare mentre la sua statura e massa forniscono un'eccellente protezione ai trasportati.
Sono inoltre infinite le capacità che fanno dell'elefante da guerra la macchina da combattimento più potente del mondo antico. L'elefante incute terrore alla sua vista e con zanne, zampe, proboscidi egli può schiacciare il nemico, schiantarlo a terra o infilzarlo a morte. Gli elefanti possono inoltre portare sul dorso delle torri che contenevano arcieri capaci di colpire il nemico da lontano. L'elefante inoltre può essere corazzato. Un esempio sono gli elefanti cartaginesi corazzati anche sulla proboscide e le orecchie.
Gli elefanti cadono però facilmente nel panico: dopo aver subito piccole ferite oppure quando il loro conducente viene ucciso si possono facilmente imbizzarrire e procurare danni a caso nel tentativo di sfuggire. Una loro fuga nel panico può causare gravi perdite in entrambi i campi. La fanteria romana, una volta resa esperta, in genere cercava di colpirli al tronco, causando un panico immediato facendo retrocedere gli animali fra le loro stesse linee. La loro facile suscettibilità e il loro costo fu la causa del loro progressivo disuso, nel tempo.
Nelle guerre puniche un elefante da guerra era pesantemente corazzato e portava sul dorso una torre, chiamata howdah, con un equipaggio di tre uomini: arcieri e/o lancieri armati di sarissa (una lancia lunga sei metri). Gli elefanti della foresta, molto più piccoli dei loro cugini africani o asiatici, non erano abbastanza forti da reggere una torre e portavano solo due o tre uomini. C'era anche il loro conducente, chiamato mahut, usualmente un numida, che era responsabile del controllo dell'animale. Il mahout era anche fornito di un arpione e di un martello per colpire la spina dorsale e uccidere l'animale se impazziva.

### Battaglie
Alcune famose battaglie in cui vennero impiegati gli elefanti da guerra furono:
- 331 a.C., Battaglia di Gaugamela
- 326 a.C., Battaglia dell'Idaspe
- 312 a.C., Battaglia di Gaza
- 301 a.C., Battaglia di Ipso
- 280 a.C., Battaglia di Eraclea
- 279 a.C., Battaglia di Ascoli di Puglia
- 218 a.C., Battaglia della Trebbia
- 217 a.C., Battaglia di Raphia
- 207 a.C., Battaglia del Metauro
- 202 a.C., Battaglia di Zama
- 197 a.C., Battaglia di Cinocefale
- 191 a.C., battaglia delle Termopili (191 a.C.)
- 190 a.C., Battaglia di Magnesia
- 168 a.C., Battaglia di Pidna
- 164 a.C., Battaglia di Beth-zur
- 46 a.C., Battaglia di Tapso
- 634, Battaglia del Ponte

Uno degli episodi meno noti d'uso di un elefante per operazioni belliche fu quello del pachiderma utilizzato dall'imperatore Federico II durante la conquista della città italiana di Cremona nel 1214.

## Negli scacchi
Si pensa che la torre nel gioco degli scacchi fosse inizialmente rappresentata come una torre soprastante un elefante, quindi una sorta di howdah. Anche l'alfiere era, in origine, un elefante. Infatti il termine non si riferisce a un ufficiale incaricato alla bandiera, tal caso è corruzione di "alfìro" ("alfìdo"), che si può confrontare con lo spagnolo alfil, il portoghese alfir, e l'antico francese aufil (alterato poi in fou): tutti derivanti forse dal persiano e dall'arabo ﺍﻟﻔﻴﻞ al-fīl, composto dall'articolo determinativo al- e dal sostantivo fīl elefante, perché nel gioco degli scacchi che fu trasmesso agli Arabi dai Persiani, prima di giungere nell'Occidente cristiano, il pezzo rappresentava la figura di questo animale.
Gli scacchi cinesi includono infatti come pezzo l'elefante da guerra (象 xiàng).

### Fonti
- Plinio il Vecchio, Naturalis Historia, III, 5
- Publio Vegezio Renato, Epitoma rei militaris

### Studi
- Anglim, Simon [et al.] (2003), Fighting Techniques of the Ancient World 3.000 BC - 500 AD: equipment, combat skills, and tactics, Thomas Dunne Books.
- Goldsworthy, Adrian (2007), The Fall of Carthage: the Punic Wars, 265-146 BC, Cassell.
- Keegan, John (2011), History of Warfare, Random House.
- Lane Fox, Robin (1981), Alessandro Magno, Torino, Einaudi.
- (EN) Philip Rance, Elephants in Warfare in Late Antiquity, in Acta Antiqua Academiae Scientiarum Hungaricae, vol. 43, n. 3-4, 2003,  pp. 355-384, DOI:10.1556/AAnt.43.2003.3-4.10.
- (EN) Philip Rance, Hannibal, Elephants and Turrets in Suda Θ 438 [Polybius Fr. 162B] – An Unidentified Fragment of Diodorus, in Classical Quarterly, vol. 59, n. 1, 2009,  pp. 91-111, DOI:10.1017/S000983880900007X.
- Scullard, Howard Hayes (1974), The Elephant in the Greek and Roman World, New York, Cornell University Press, ISBN 0-8014-0931-4.
- Thomas R. Trautmann (2015), Elephants and Kings, University of Chicago Press, ISBN 978-0-2262-6422-6.